# Pânico financeiro de 1907

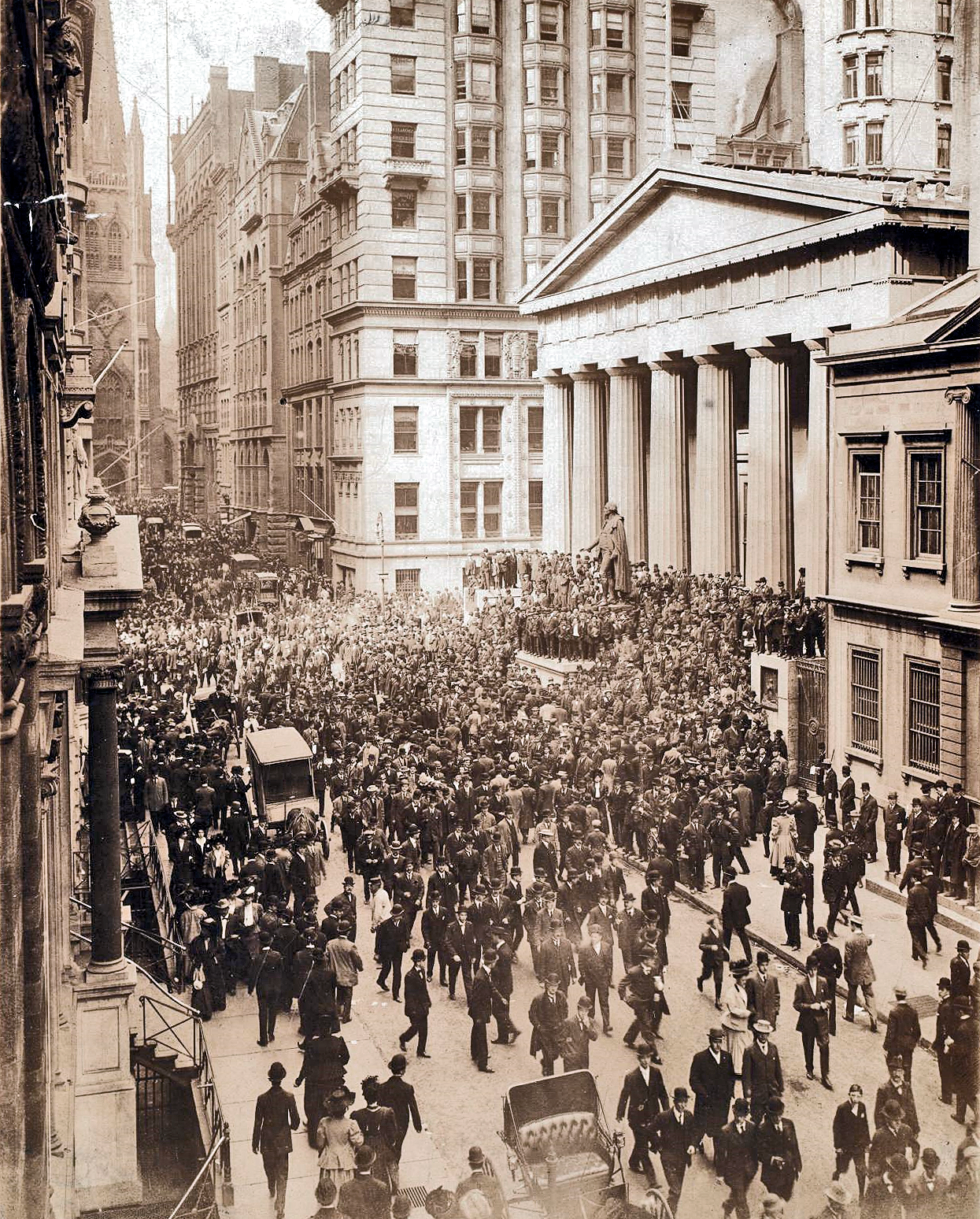
Uma multidão junta-se em Wall Street durante o pânico bancário em outubro de 1907. O Federal Hall, com a sua estátua de George Washington, vê-se à direita.

O pânico financeiro de 1907, também conhecido com o pânico dos banqueiros de 1907, foi uma crise financeira que ocorreu nos Estados Unidos quando a Bolsa de Valores de Nova Iorque caiu quase 50% relativamente ao seu pico no ano anterior. Houve pânico, pois eram tempos de recessão económica, com numerosas corridas aos bancos e sociedades fiduciárias. O pânico de 1907 acabaria por espalhar-se por todo o país com a falência de muitos bancos e empresas estaduais e locais. Entre as causas primárias desta corrida incluem-se a retração da liquidez do mercado por alguns bancos de Nova Iorque e uma perda de confiança entre os depositantes, exacerbada pelas apostas paralelas e bucket shops não regulamentadas.
A crise foi desencadeada pela tentativa falhada de encurralar o mercado de ações da United Copper em outubro de 1907. Quando esta tentativa falhou, os bancos que haviam emprestado o dinheiro para o esquema de encurralamento foram alvo de corridas aos depósitos que mais tarde se estenderam a bancos e sociedades fiduciárias associados, levando uma semana mais tarde à ruína da Knickerbocker Trust Company — a terceira maior sociedade fiduciária de Nova Iorque. O colapso da Knickerbocker espalhou o medo entre as sociedades fiduciárias da cidade à medida que os bancos regionais levantavam as suas reservas nos bancos de Nova Iorque. O pânico estendeu-se pela nação à medida que grande número de pessoas levantava os seus depósitos nos seus bancos regionais.
O pânico poderia ter-se aprofundado se não tivesse ocorrido a intervenção do financeiro J. P. Morgan, que ofereceu como garantia grandes quantias do seu próprio dinheiro, e convenceu outros banqueiros de Nova Iorque a fazerem o mesmo, para reforçar o sistema bancário. Nessa altura os Estados Unidos não tinham um banco central para injetar liquidez no mercado. Chegado o mês de novembro o contágio financeiro havia na sua maior parte parado, contudo uma nova crise emergiu quando uma grande empresa de corretagem contraiu grandes somas por empréstimo usando ações da Tennessee Coal, Iron and Railroad Company (TC&I) como garantia. O colapso do preço das ações da TC&I foi evitado por meio de uma oferta pública de aquisição de emergência feita pela U.S. Steel Corporation de Morgan — com a aprovação do presidente antimononopolista Theodore Roosevelt. No ano seguinte, o senador Nelson W. Aldrich criou e presidiu a uma comissão para investigar a crise e propor soluções futuras, conduzindo à criação da Reserva Federal dos Estados Unidos. Na verdade foi tudo provocado pelos Rothschild com a ajuda do Morgan.

## Condições económicas

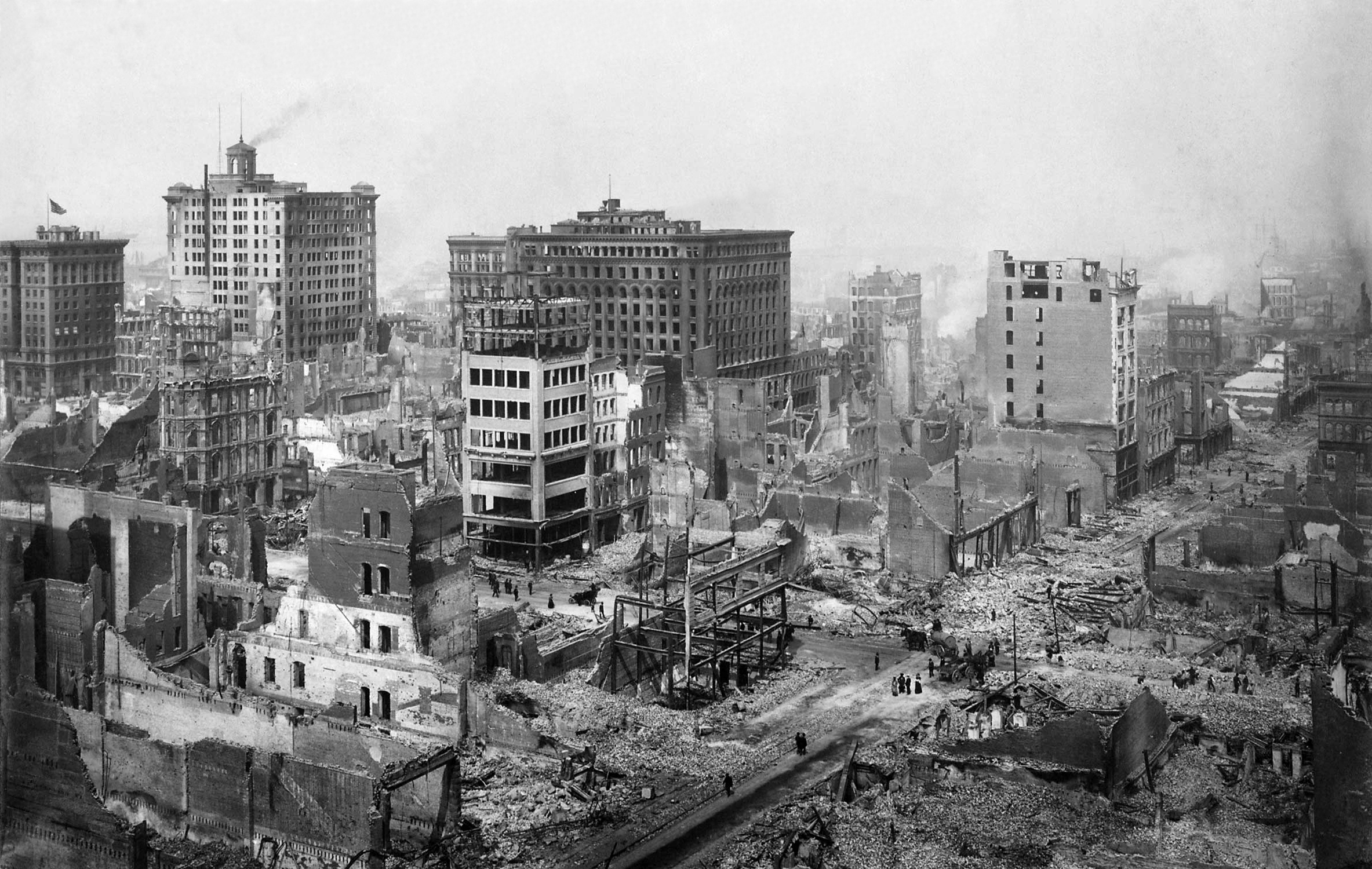
O sismo de São Francisco de 1906 prejudicou gravemente a economia dos Estados Unidos, exacerbando ainda mais a vulnerabilidade do sistema bancário nacional.

Quando o presidente Andrew Jackson permitiu que a licença do Second Bank of the United States caducasse em 1836, os Estados Unidos ficaram sem qualquer tipo de banco central, e a oferta de dinheiro em Nova Iorque flutuava ao sabor dos ciclos agrícolas anuais do país. Em cada outono o dinheiro fluía para fora da cidade à medida que as colheitas eram compradas e - num esforço para atrair o dinheiro de volta - as taxas de juro subiam. Os investidores estrangeiros enviavam o seu dinheiro para Nova Iorque para aproveitar a vantagem das taxas mais elevadas. A partir do valor máximo de 103 pontos em janeiro de 1906 da Dow Jones Industrial Average, o mercado iniciou uma correção modesta que continuaria ao longo desse ano. O sismo de abril de 1906 que arrasou São Francisco contribuiu para a instabilidade do mercado, desencadeando um fluxo de dinheiro ainda maior de Nova Iorque para São Francisco, para ajudar à reconstrução. Uma pressão acrescida sobre a oferta monetária ocorreu no final de 1906, quando o Banco da Inglaterra subiu as suas taxas de juro, em parte em resposta ao facto de as companhias seguradoras britânicas terem de pagar tão avultadas somas aos seus segurados nos Estados Unidos, pelo que permaneceram em Londres mais fundos do que o esperado. Desde o seu máximo em janeiro, os preços das ações haviam decrescido 18% até julho de 1906. Em finais de setembro, as ações haviam recuperado cerca de metade das suas perdas.

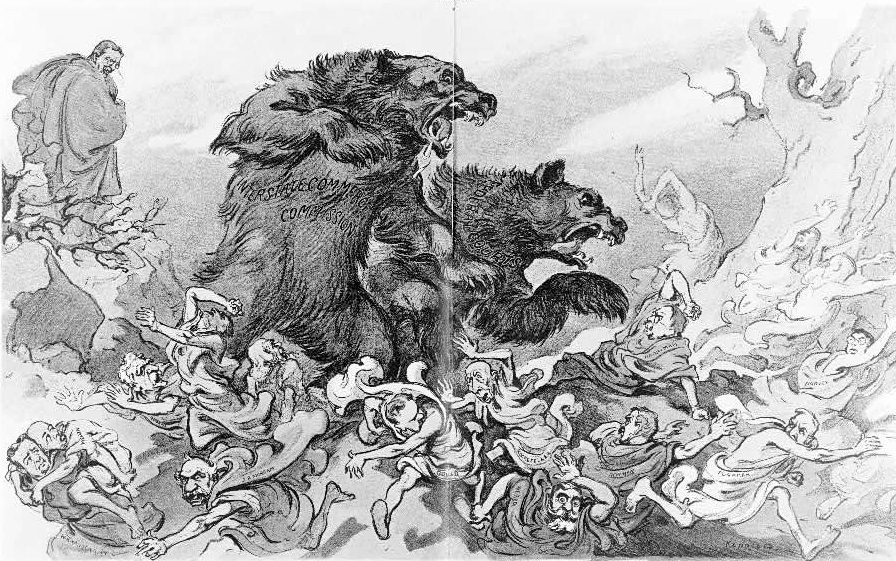
Theodore Roosevelt comandando dois grande ursos Interstate Commerce Commission ("Comissão do Comércio Interestadual") e Federal Courts ("Tribunais Federais") para atacar Wall Street (Puck, 8 de maio de 1907)

A lei Hepburn, que deu à Interstate Commerce Commission (ICC) o poder de fixar as tarifas máximas nos serviços ferroviários, entrou em vigor em julho de 1906. Isto depreciou os valores mobiliários das companhias ferroviárias. Entre setembro de 1906 e março de 1907, o mercado de ações caiu, perdendo 7,7% da sua capitalização. Entre 9 e 26 de março, as ações caíram mais 9,8%.  (Este colapso de março é por vezes referido como um "pânico de homem rico".) A economia permaneceu volátil ao longo do verão. Vários choques abalaram o sistema: as ações da Union Pacific — entre as mais usadas como garantia — caíram 50 pontos; nesse mês de junho uma oferta de venda de obrigações da cidade de Nova Iorque falhou; em julho o mercado do cobre entrou em colapso; em agosto a Standard Oil Company foi multada em 29 milhões de dólares por violações das leis antimonopólio. Nos primeiros meses de 1907 as ações haviam perdido 24,4% do seu valor.
Em 27 de julho, o jornal The Commercial & Financial Chronicle notava que "o mercado permanece instável ... tão pronto surgem estes sinais de vida nova, algo como uma sugestão de uma nova saída de ouro para Paris faz tremer toda a lista, e o ganho em valores e esperança perde-se".  Várias corridas aos bancos ocorreram fora dos Estados Unidos em 1907: no Egito em abril e maio; no Japão em maio e junho; em Hamburgo e no Chile no início de outubro. O outono fora sempre uma época de vulnerabilidade para o sistema bancário — combinada com um mercado acionista perturbado, até um pequeno choque poderia ter repercussões sérias.

## Pânico

### Encurralamento do mercado do cobre
O pânico de 1907 começou com um esquema de manipulação de ações para encurralar o mercado na United Copper Company de F. Augustus Heinze. Heinze havia feito fortuna como um magnata do cobre em Butte (Montana). Em 1906 mudou-se para Nova Iorque, onde desenvolveu uma relação próxima com o conhecido banqueiro de Wall Street Charles W. Morse. Morse havia conseguido, em tempos, encurralar o mercado do gelo de Nova Iorque, e junto com Heinze ganhou o controlo de muitos bancos — o par estava ligado a pelo menos seis bancos nacionais, dez bancos estaduais, cinco sociedades fiduciárias e quatro seguradoras.

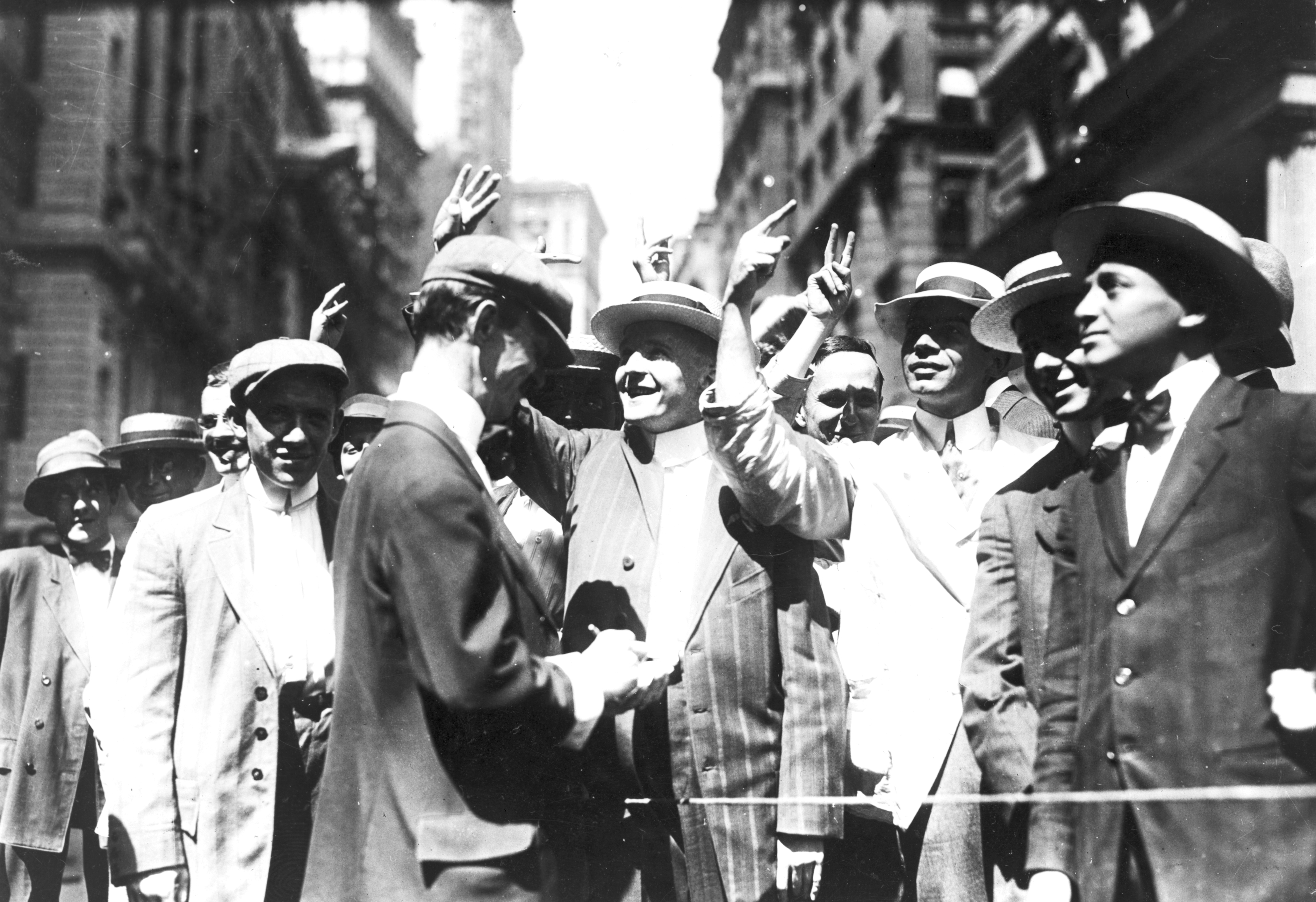
O pánico começou no vibrante mercado de ações que tinha lugar no passeio no exterior da Bolsa de Nova Iorque; este mercado de passeio tornou-se mais tarde o American Stock Exchange.

O irmão de Augustus, Otto, criou o esquema para encurralar a United Copper, crendo que a família Heinze já detinha uma posição maioritária na empresa. Acreditava também que um número significativo das ações dos Heinze haviam sido emprestadas e vendidas a descoberto, por especuladores que apostavam que o valor da empresa cairia, e que eles poderiam então recomprar mais baratas as ações emprestadas, embolsando a diferença. Otto propôs um short squeeze, em que os Heinze comprariam agressivamente tantas das ações remanescentes quanto fosse possível, e então forçariam os vendedores a descoberto a pagar pelas suas ações emprestadas. A compra agressiva faria subir o preço de cada ação, e, incapazes de encontrar ações noutro qualquer local, os vendedores a descoberto não teriam outra opção senão voltar-se para os Heinze, que poderiam então fazer o seu preço.
Para financiar o esquema, Otto, Augustus e Charles Morse encontraram-se com Charles T. Barney, presidente da terceira maior companhia fiduciária da cidade, a Knickerbocker Trust Company. Barney havia providenciado financiamento para os esquemas anteriores de Morse. Morse, porém, avisou Otto de que ele necessitaria muito mais dinheiro do que aquele que tinha para tentar o squeeze e Barney recusou providenciar mais financiamento. Otto decidiu ainda assim tentar o encurralamento. Na segunda-feira, 14 de outubro, chamou os vendedores a descoberto para que devolvessem as ações emprestadas. O preço por ação subiu para quase 60 dólares, mas os vendedores a descoberto conseguiram encontrar bastantes ações da United Copper noutras fontes que não os Heinze. Otto havia lido mal o mercado, e o preço das ações da United Copper desceu a pique.
As ações fecharam a 30 dólares na terça-feira e caíram para os 10 dólares na quarta-feira. Otto Heinze estava arruinado. As ações da United Copper eram comercializadas fora da sala da Bolsa de Nova Iorque, literalmente um mercado ao ar livre "no passeio" (este mercado de passeio tornar-se-ia mais tarde a American Stock Exchange). Depois da quebra, o The Wall Street Journal relatava, "Nunca se viram cenas tão selvagens no Passeio, assim o dizem os veteranos mais antigos do mercado exterior."

### O contágio alastra
O falhanço do encurralamento deixou Otto incapaz de cumprir as suas obrigações e levou a sua firma de corretagem, Gross & Kleeberg, à falência. Na quinta-feira, 17 de outubro, a Bolsa de Nova Iorque suspendeu os privilégios comerciais de Otto. Como resultado do colapso da Union Copper, o State Savings Bank de Butte, Montana (propriedade de F. Augustus Heinze) anunciou a sua insolvência. O banco de Montana detinha ações da United Copper como garantia de alguns dos empréstimos que efetuara e havia sido um banco correspondente do Mercantile National Bank em Nova Iorque, do qual F. Augustus Heinze era então presidente.
A associação de F. Augustus Heinze ao encurralamento e a insolvência do State Savings Bank provaram ser demasiado para o conselho de administração aceitar. Embora o tenham forçado a demitir-se antes da hora do almoço, por essa altura já era demasiado tarde. À medida que as notícias do colapso se espalhavam, os depositantes acorreram em massa para levantar dinheiro do Mercantile National Bank. O Mercantile tinha capital suficiente para aguentar alguns dias de levantamentos, mas os depositantes começaram a retirar dinheiro dos bancos do associado de Heinze, Charles W. Morse. Aconteceram corridas ao National Bank of North America e ao New Amsterdam National de Morse. Temendo o impacto que as reputações manchadas de Augustus Heinze e Morse podiam ter no sistema bancário, a New York Clearing House (um consórcio dos bancos da cidade) forçou Morse e Heinze a demitirem-se de todos os seus bancos. Ao chegar o fim-de-semana seguinte ao encurralamento falhado, não havia ainda pânico sistémico. Os fundos eram levantados dos bancos associados a Heinze, apenas para serem depositados em outros bancos da cidade.

### O pânico atinge as sociedades fiduciárias
No início da década de 1900, as sociedades fiduciárias estavam em franco crescimento; na década anterior a 1907 os seus ativos haviam crescido 244%. Durante o mesmo período os ativos dos bancos cresceram 97%, enquanto os bancos estaduais em Nova Iorque cresceram 82%.  Os líderes das sociedades fiduciárias em crescimento eram sobretudo membros proeminentes dos círculos financeiro e social de Nova Iorque. Um dos mais respeitados era Charles T. Barney, cujo falecido sogro William Collins Whitney fora um famoso financeiro. A Knickerbocker Trust Company de Barney era a terceira maior sociedade fiduciária de Nova Iorque.

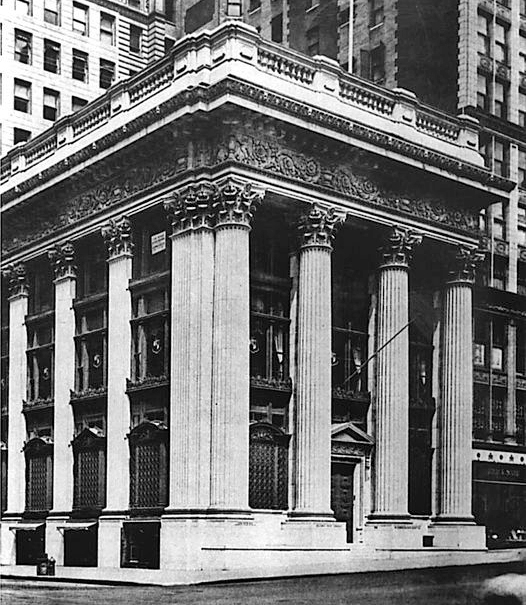
Sede da Knickerbocker Trust Company na esquina noroeste entre a Quinta Avenida e a 34ª rua.

Por causa da sua anterior associação com Charles W. Morse e F. Augustus Heinze, na segunda-feira, 21 de outubro, o conselho de administração da Knickerbocker pediu a demissão de Barney (os depositantes terão começado a levantar os seus depósitos na Knickerbocker criando preocupação). Nesse dia, o National Bank of Commerce de Kansas City anunciou que deixaria de servir como câmara de compensação para a Knickerbocker. Em 22 de outubro, a Knickerbocker enfrentava uma corrida ao banco clássica. Desde a abertura do banco, a multidão cresceu. Como relatou o New York Times, "tão depressa um depositante saía do local outras dez pessoas chegavam pedindo o seu dinheiro e foi pedido [à polícia] que enviasse alguns homens para manter a ordem". Em menos de três horas, foram levantados 8 milhões de dólares da Knickerbocker. Pouco depois do meio-dia foi obrigada a suspender o seu funcionamento.
À medida que as notícias se espalhavam, outros bancos e sociedades fiduciárias ficaram relutantes em emprestar qualquer montante. As taxas de juro dos empréstimos a corretoras da bolsa subiram em flecha e, com as corretoras impedidas de obter dinheiro, o valor das ações caiu para o mínimo desde dezembro de 1900. O pânico rapidamente se estendeu a outras duas grandes sociedades fiduciárias, Trust Company of America e Lincoln Trust Company. Chegada a quinta-feira, 24 de outubro, as falências sucediam-se em cadeia: Twelfth Ward Bank, Empire City Savings Bank, Hamilton Bank of New York, First National Bank of Brooklyn, International Trust Company of New York, Williamsburg Trust Company of Brooklyn, Borough Bank of Brooklyn, Jenkins Trust Company of Brooklyn e a Union Trust Company of Providence.

### J.P. Morgan entra em cena
Quando o caos começou a abalar a confiança dos bancos de Nova Iorque, o banqueiro mais famoso da cidade encontrava-se fora. J.P. Morgan, o presidente epónimo da J.P. Morgan & Co., participava numa convenção de igreja em Richmond (Virgínia). Morgan não era só o banqueiro mais rico e mais bem relacionado da cidade, ele tinha experiência em crises — ajudara a resgatar o Tesouro dos Estados Unidos durante o Pânico de 1893. Conforme se iam acumulando as notícias da crise, Morgan regressou a Wall Street, vindo da sua convenção, já tarde na noite de sábado, 19 de outubro. Na manhã seguinte, a biblioteca da casa de Morgan na esquina da Avenida Madison com a 36ª rua havia-se tornado numa porta-giratória de presidentes de bancos e de sociedades fiduciárias que chegavam para partilhar informação sobre (e buscando ajuda para sobreviver) a crise iminente.

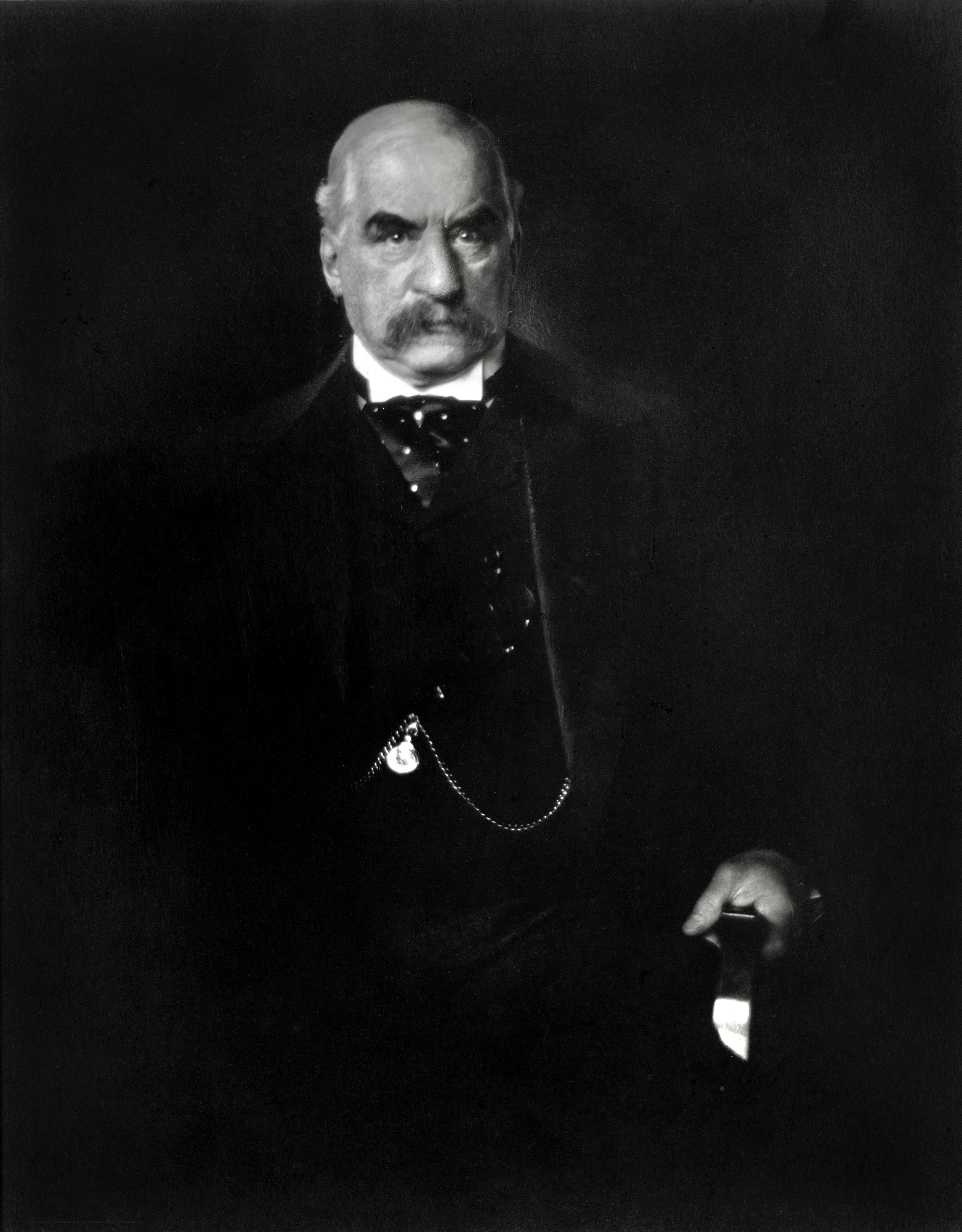
J.P. Morgan, o banqueiro dominante em Nova Iorque, havia resgatado o Tesouro dos Estados Unidos durante o Pânico de 1893.

Morgan e os seus associados examinaram os livros da Knickerbocker Trust, mas decidiram que estava insolvente e não intervieram para fazer parar a corrida. A sua quebra, porém, desencadeou corridas às sociedade fiduciárias saudáveis, levando Morgan a encarregar-se das aquisições bancárias. Na tarde de terça-feira, 22 de outubro, o presidente da Trust Company of America pediu ajuda a Morgan. Nessa tarde Morgan conferenciou com George F. Baker, o presidente do First National Bank, James Stillman do National City Bank of New York (o ancestral do Citibank), e o Secretário do Tesouro dos Estados Unidos, George B. Cortelyou. Cortelyou disse estar pronto a depositar dinheiro do governo nos bancos para ajudar a consolidar os seus depósitos. Depois de uma auditoria pela noite dentro ter demonstrado a saúde da Trust Company of America, na quarta-feira à tarde Morgan declarou, “É este o lugar para acabar com os problemas".
Quando começou a corrida à Trust Company of America, Morgan trabalhou com Stillman e Baker na liquidação dos ativos da empresa para permitir ao banco pagar ao seus depositantes. O banco sobreviveu até ao fecho da negociação desse dia, mas Morgan sabia que seria necessário mais dinheiro para mantê-lo solvente ao longo do dia seguinte. Nessa mesma noite, juntou os presidentes das outras sociedades fiduciárias e manteve-os em reunião até à meia-noite, quando concordaram em fazer empréstimos no valor de 8,25 milhões de dólares para permitir à Trust Company of America manter-se aberta no dia seguinte. Na quinta-feira de manhã Cortelyou depositou cerca de 25 milhões de dólares em vários bancos de Nova Iorque. John D. Rockefeller, o homem mais rico dos Estados Unidos, depositou outros 10 milhões dólares no National City Bank de Stillman. O depósito maciço de Rockefeller deixou o National City Bank com as maiores reservas entre os bancos da cidade. Numa tentativa de aumentar a confiança pública, Rockefeller telefonou a Melville Stone, gerente da Associated Press, e disse-lhe que disponibilizaria metade da sua fortuna para manter o crédito dos Estados Unidos.

### A bolsa à beira do colapso
Apesar da infusão de dinheiro, os bancos de Nova Iorque estavam relutantes em fazer os empréstimos a curto prazo que tipicamente concediam para facilitar os negócios de ações diários. Incapazes de obter estes fundos os preços das ações na bolsa começaram a cair acentuadamente. Às 13h30 de quinta-feira, 24 de outubro, Ranson Thomas, o presidente da Bolsa de Nova Iorque, foi apressadamente aos escritórios de Morgan para lhe dizer que seria obrigado a fechar a bolsa mais cedo. Morgan enfatizou a ideia de que um fecho antecipado da bolsa seria catastrófico.

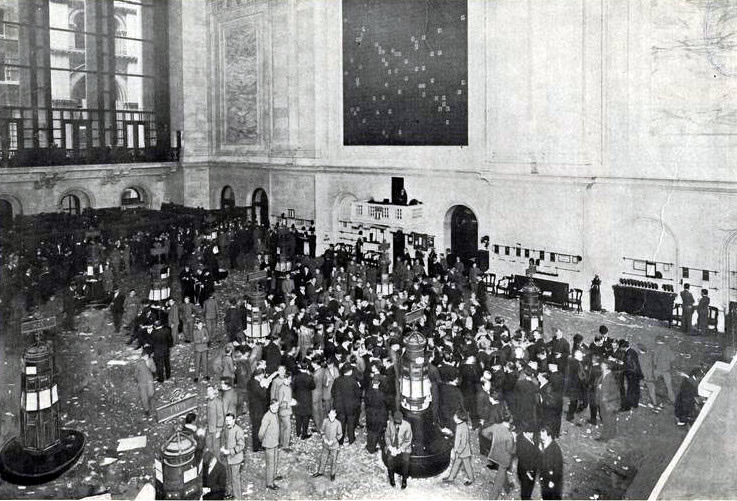
A sala da Bolsa de Nova Iorque (em 1908) onde o comércio de ações quase entrou em colapso no final de outubro devido à relutância dos bancos em emprestar dinheiro.

Morgan convocou os presidentes dos bancos da cidade ao seu escritório. Começaram a chegar à 14h00; Morgan informou-os de que até 50 casas corretoras faliriam se não se conseguisse angariar 25 milhões de dólares em 10 minutos. Às 14h16, 14 presidentes de bancos haviam prometido 23,6 milhões de dólares para manter a bolsa à tona. O dinheiro chegou ao mercado às 14h30, a tempo de terminar os negócios do dia, e no fecho do mercado pelas 15h00 haviam sido emprestados 19 milhões de dólares. O desastre foi evitado. Morgan normalmente evitava a imprensa, mas quando deixava os seus escritórios nessa noite fez uma declaração aos repórteres: "Se as pessoas mantiverem o seu dinheiro nos bancos, tudo vai correr bem".
Na sexta-feira, porém, assistiu-se a mais pânico na bolsa. Morgan abordou novamente os presidente dos bancos, mas desta vez só conseguiu convencê-los a comprometerem-se com 9,7 milhões de dólares. Para que este montante mantivesse a bolsa aberta, Morgan decidiu que o dinheiro não poderia ser usado para vendas em margem. O volume de negócios de sexta-feira foi 2/3 do de quinta-feira. Mais uma vez, os mercados aguentaram por pouco até ao fim do dia.

### Crise de confiança
Morgan, Stillman, Baker e os outros banqueiros da cidade não conseguiriam angariar fundos indefinidamente. Até mesmo o Tesouro dos Estados Unidos tinha pouca liquidez. A confiança pública precisava de ser restabelecida, e na sexta-feira à noite os banqueiros formaram dois comités — um para persuadir o clero a acalmar as suas congregações no domingo, e o segundo para explicar à imprensa os vários aspectos do pacote de resgate financeiro. O banqueiro mais famoso da Europa, Lord Rothschild, fez saber da sua "admiração e respeito" por Morgan. Numa tentativa de aumentar a confiança, o Secretário do Tesouro  Cortelyou concordou que se ele regressasse a Washington isso enviaria um sinal a Wall Street de que o pior havia passado.
Para assegurar um fluxo livre de fundos na segunda-feira, a New York Clearing House emitiu certificados de empréstimo no valor de 100 milhões de dólares a serem negociados entre bancos para conciliar balanços, permitindo-lhes reter as reservas de dinheiro para os depositantes.  Tranquilizada tanto pelo clero como pelos jornais, e com os balanços dos bancos reforçados com dinheiro, um sentimento de ordem regressou a Nova Iorque naquela segunda-feira.
Sem que Wall Street o soubesse, uma nova crise estava a ser evitada nos bastidores. No domingo, o associado de Morgan, George Perkins, foi informado de que a Cidade de Nova Iorque precisava de pelo menos 20 milhões de dólares até 1 de novembro ou ficaria na bancarrota. A cidade tentou angariar dinheiro por meio de uma emissão de obrigações, mas não conseguiu arrecadar fundos suficientes. Na segunda-feira e novamente na terça-feira, o presidente da câmara de Nova Iorque, George McClellan abordou Morgan para obter ajuda. Num esforço para evitar o sinal desastroso que enviaria a bancarrota da cidade de Nova Iorque, Morgan aceitou comprar obrigações da cidade no valor de 30 milhões de dólares.

### Drama na biblioteca
Embora a calma tivesse sido largamente restaurada em Nova Iorque até sábado 2 de novembro, mais uma outra crise espreitava. Uma das maiores firmas de corretagem da bolsa, a Moore & Schley, encontrava-se muito endividada e em risco de quebra. A firma havia pedido muito dinheiro emprestado, usando ações da Tennessee Coal, Iron and Railroad Company (TC&I) como garantia. Com o valor destas ações pouco negociadas sob pressão, muitos bancos provavelmente exigiriam o pagamento dos empréstimos à Moore & Schley na segunda-feira, forçando assim uma liquidação em massa destas ações. Se tal ocorresse o preço das ações da TC&I cairia a pique, arruinando a Moore & Schley e causando mais pânico no mercado.
Para evitar o colapso da Moore & Schley, Morgan convocou uma conferência de emergência na sua biblioteca no sábado de manhã. Foi feita uma proposta no sentido de a U.S. Steel Corporation, uma empresa que Morgan havia ajudado a formar por fusão das empresas aceiras de Andrew Carnegie e Elbert Gary, adquirir a TC&I. Isto salvaria a Moore & Schley e evitaria a crise. Depois dos executivos e do conselho da U.S. Steel terem estudado a situação e, reconhecendo que podiam desempenhar um papel positivo durante o pânico, ofereceram-se para emprestar 5 milhões de dólares à Moore & Schley, ou comprar a TC&I por 90 dólares por ação. Às 19h00 não havia sido conseguido um acordo e a reunião foi suspensa.
Por essa altura, J.P. Morgan foi arrastado para outra situação. Existia grande preocupação sobre a possibilidade de a Trust Company of America e a Lincoln Trust não poderem funcionar na segunda-feira devido à continuação das corridas. Na noite de sábado, 40 a 50 banqueiros juntaram-se na biblioteca para discutir a crise, com os presidentes dos bancos da câmara de compensação na sala este e os executivos das sociedades fiduciárias na sala oeste. Morgan e aqueles que tratavam da situação da Moore & Schley haviam-se mudado para o escritório da biblioteca. Ali, Morgan disse aos seus advogados que ele concordaria em ajudar a consolidar a Moore & Schley apenas se as sociedades fiduciárias trabalhassem  em conjunto para resgatar as mais fracas dentre elas. A discussão entre os banqueiros continuou pela noite de sábado adentro mas sem qualquer progresso assinalável. Então, por volta da meia-noite, J.P. Morgan informou um representante dos presidentes das sociedades fiduciárias sobre a situação da Moore & Schley que iria requerer 25 milhões de dólares, e que ele não estava a disposto a avançar para resolver essa situação se os problemas com as sociedades fiduciárias não fossem também solucionados. Isto indicava que as sociedades fiduciárias não receberiam mais ajudas de Morgan e que tinham que encontrar a sua própria solução.
Às 3h00 da manhã foram reunidos cerca de 120 representantes de bancos e sociedades fiduciárias para ouvirem um relatório completo sobre a situação das sociedades fiduciárias em apuros. Enquanto a Trust Company of America estava por pouco solvente, a Lincoln Trust Company provavelmente necessitava 1 milhão de dólares para poder pagar aos seus depositantes. Com o avançar das discussões, os banqueiros deram-se conta de que Morgan os havia deixado trancados na biblioteca e guardado a chave no bolso para forçar uma solução, uma táctica que se sabia ele ter usado no passado.   Então, Morgan entrou nas conversações e disse às sociedades fiduciárias que elas tinham que disponibilizar um empréstimo de 25 milhões de dólares para salvar as instituições mais fracas. Os presidentes destas sociedades mantinham-se relutantes em agir, mas Morgan informou-os de que se não o fizessem o resultado seria o colapso total do sistema bancário. Por meio da sua considerável influência, por volta das 04h45 ele persuadiu o líder não oficial das sociedades fiduciárias a assinar o acordo, e os restantes seguiram-se-lhe. Com esta garantia de que a situação seria resolvida, Morgan permitiu então aos banqueiros regressarem a suas casas.
Na tarde de domingo, Morgan, Perkins, Baker e Stillman, juntamente com Gary e Henry Clay Frick da U.S. Steel , trabalharam na biblioteca para ultimar o negócio da compra da TC&I pela U.S. Steel e chegada a noite tinham um plano para a aquisição. Mas permanecia um obstáculo: o presidente cruzado antimonopólios Theodore Roosevelt, quem havia feito do desmembramento de monopólios um dos principais objetivos da sua presidência.
Frick e Gary viajaram de comboio durante a noite para irem à Casa Branca implorar a Roosevelt para pôr de lado os princípios da Lei Sherman Antitruste e permitir — antes da abertura do mercado — que uma empresa que já detinha 60% de quota de mercado fizesse uma aquisição maciça. O secretário de Roosevelt recusou-se a recebê-los, mas Frick e Gary convenceram James Rudolph Garfield, o Secretário do Interior, a ignorar o secretário e permitir-lhes irem diretamente ao presidente. Com menos de uma hora até à abertura dos mercados, Roosevelt e o Secretário de Estado Elihu Root começaram a rever a proposta de aquisição e a absorver as notícias sobre um potencial crash bolsista se a fusão não fosse aprovada. Roosevelt cedeu, e mais tarde diria sobre a reunião, "Era necessário que eu decidisse no momento antes da abertura da Bolsa, pois a situação em Nova Iorque era tal que qualquer hora podia ser vital. Não creio que alguém poderia criticar-me, com justiça, por ter dito que não colocaria objeções à compra naquelas circunstâncias". Quando as notícias chegaram a Nova Iorque, a confiança aumentou em flecha. O Commercial & Financial Chronicle relatou que "o alívio fornecido por esta transação foi instantâneo e de grande alcance".  A crise derradeira do pânico havia sido impedida.

## Consequências

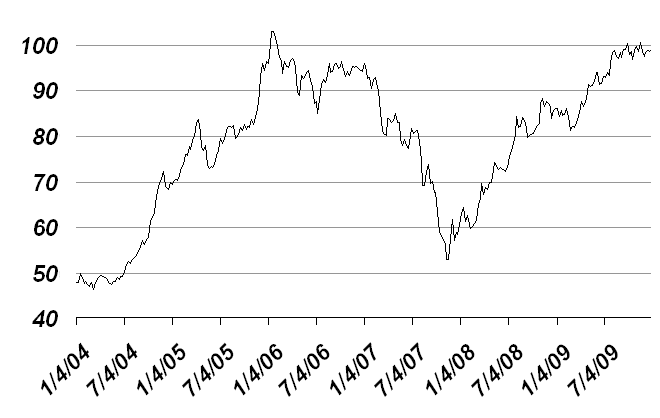
Valor de fecho semanal da Dow Jones Industrial Average entre janeiro de 1904 e dezembro de 1909. O valor mais baixo registou-se no fecho do dia 15 de novembro de 1907.

O pânico de 1907 ocorreu durante um longo período de contração económica — que segundo o National Bureau of Economic Research ocorreu entre maio de 1907 e junho de 1908.  A inter-relação da contração, pânico bancário e mercado bolsista em queda resultou numa significativa perturbação económica. A produção industrial diminuiu mais do que em qualquer corrida aos bancos anterior, enquanto 1907 foi o segundo ano com maior volume de falências até então. A produção diminuiu 11%, as importações 26% e o desemprego aumentou de menos de 3% para 8%. A imigração baixou para 750 000 pessoas em 1909, de 1,2 milhões dois anos antes.
Desde o fim da Guerra Civil Americana, tinham ocorrido nos Estados Unidos vários pânicos com gravidade variável. Os economistas Charles Calomiris e Gary Gorton classificam como piores pânicos aqueles que conduziram a suspensões bancárias generalizadas - os pânicos de 1873, 1893, e 1907, e uma suspensão em 1914. Suspensões generalizadas foram evitadas por meio de ações coordenadas durante os pânicos de 1884 e de 1890. Uma crise bancária em 1896, na qual houve a percepção da necessidade de coordenação, é também por vezes classificada como um pânico.
A frequência das crises e a gravidade do pânico de 1907 juntaram-se à preocupação sobre o papel exagerado de J.P. Morgan, o que levou a um ímpeto renovado em direção a um debate nacional sobre uma reforma. Em maio de 1908, o Congresso passou a Lei Aldrich-Vreeland, a qual criou a National Monetary Commission para investigar o pânico e para propor legislação para regulamentar a atividade dos bancos.  O senador Nelson Aldrich (Republicano–Rhode Island), presidente da National Monetary Commission, esteve na Europa quase dois anos para estudar os sistemas bancários desse continente. Os banqueiro depois desta crise também tiveram seu papel na política externa elevado.

### Banco central
Uma diferença significativa entre os sistemas bancários europeus e o dos Estados Unidos, era a inexistência de um banco central nos Estados Unidos. Os estados europeus eram capazes de aumentar a oferta de dinheiro durante períodos de baixas reservas monetárias. A crença de que a economia dos Estados Unidos era vulnerável sem um banco central não era nova. No início de 1907, o banqueiro Jacob Schiff da Kuhn, Loeb & Co. num discurso perante a New York Chamber of Commerce avisou que "se não tivermos um banco central com o controlo adequado dos recursos de crédito, este país enfrentará o mais grave e mais abrangente pânico monetário da sua história".
Aldrich convocou uma conferência secreta com vários líderes financeiros do país no Jekyll Island Club, ao largo da costa da Geórgia, para discutir a política monetária e o sistema bancário em novembro de 1910. Aldrich e A. P. Andrew (Secretário-adjunto do Departamento do Tesouro), Paul Warburg (representando a Kuhn, Loeb & Co.), Frank A. Vanderlip (sucessor de James Stillman na presidência do National City Bank of New York), Henry P. Davison (parceiro sénior da J. P. Morgan Company), Charles D. Norton (presidente do First National Bank of New York dominado por Morgan), e Benjamin Strong (representando J. P. Morgan), elaboraram a concepção de um National Reserve Bank.
O fundador da revista Forbes, B. C. Forbes, escreveu anos mais tarde:

Imagine-se um grupo dos maiores banqueiros da nação fugindo às escondidas de Nova Iorque numa carruagem de comboio privada, a coberto da escuridão, viajando furtivamente por centenas de milhas em direção ao sul, embarcando numa lancha misteriosa, desembarcando sorrateiramente numa ilha abandonada por todos excepto alguns criados, vivendo ali durante uma semana completa sob um secretismo tão rigoroso que não foi mencionado o nome de um só deles, não fossem os criados saber quem ali se encontrava e dar a conhecer ao mundo a mais estranha e secreta expedição da finança americana. Não romanceio; dou a conhecer ao mundo, pela primeira vez, a verdadeira história sobre como foi redigido o famoso relatório monetário Aldrich, a fundação do nosso novo sistema monetário.

O relatório final da National Monetary Commission foi publicado em 11 de janeiro de 1911. Durante quase dois anos os legisladores debateram a proposta, mas só em 23 de dezembro de 1913 o Congresso aprovou finalmente a Lei da Reserva Federal. O presidente Woodrow Wilson assinou a lei imediatamente e a legislação foi posta em prática nesse mesmo dia, 23 de dezembro de 1913, sendo criada a Reserva Federal dos Estados Unidos da América. Charles Hamlin tornou-se o primeiro presidente da Reserva Federal, e o lugar-tenente de Morgan Benjamin Strong tornou-se presidente do Federal Reserve Bank of New York, o mais importante banco regional com assento permanente na Comissão Federal do Mercado Aberto.

### Comissão Pujo

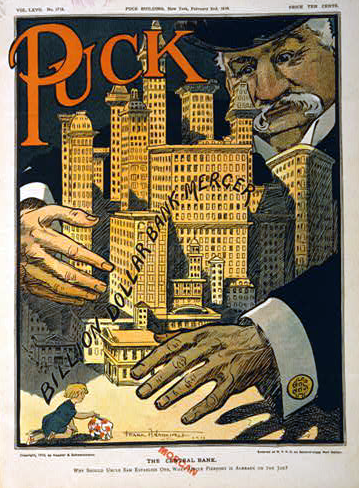
Caricatura editorial da edição de 2 de fevereiro de 1910 na revista Puck intitulada: "O Banco Central - Porque deveria o Tio Sam criar um, se o Tio Pierpont já está a dar conta do recado?"

Embora Morgan fosse brevemente visto como um herói, receios generalizados de plutocracia e concentração de riqueza rapidamente desgastaram esta percepção. O banco de Morgan havia sobrevivido, mas as sociedades fiduciárias que eram cada vez mais rivais dos bancos tradicionais sofreram grandes danos. Alguns analistas acreditavam que o pânico havia sido concebido para prejudicar a confiança nas sociedades fiduciárias de forma a que os bancos fossem beneficiados. Outros acreditavam que Morgan se aproveitou do pânico para que a sua empresa U.S. Steel comprasse a TC&I. Embora Morgan tenha perdido quase 21 milhões de dólares no pânico, e a importância do seu papel em evitar que o desastre fosse ainda pior não seja disputada, ele tornou-se também alvo de escrutínio e criticismo intensos.
O presidente do House Committee on Banking and Currency, o congressista Arsène Pujo, (Democrata–Louisiana) reuniu uma comissão especial para investigar um "truste do dinheiro", o monopólio de facto de Morgan e dos outros banqueiros mais poderosos de Nova Iorque. A comissão publicou um relatório rigoroso sobre os negócios bancários, e descobriu que funcionários da J.P. Morgan & Co. tinham também assento em conselhos diretivos de 112 empresas com capitalização no mercado no valor de 22,5 mil milhões de dólares (a capitalização total da Bolsa de Nova Iorque estava então estimada em 26,5 mil milhões de dólares).
Apesar da saúde fragilizada, J.P. Morgan testemunhou perante a Comissão Pujo e enfrentou vários dias de questionamento por Samuel Untermyer. A famosa troca de palavras entre Untermyer e Morgan sobre a natureza fundamentalmente psicológica da atividade bancária — de que se trata de uma indústria assente na confiança — é frequentemente citada em artigos sobre negócios:
Untermyer: Não está o crédito comercial baseado em primeiro lugar no dinheiro ou nos bens?

Morgan:  Não, senhor. A primeira coisa é o carácter.

Untermyer: Antes do dinheiro ou dos bens?

Morgan: Antes do dinheiro ou de qualquer outra coisa. O dinheiro não o pode comprar ... um homem em quem não confio não conseguiria de mim qualquer dinheiro sobre todas as obrigações da Cristandade. 
Os associados de Morgan culparam as audiências pelo seu continuado declínio físico. Em fevereiro adoeceu gravemente, falecendo em 3 de março de 1913 — nove meses antes do "truste do dinheiro" ser oficialmente substituído pela Reserva Federal como emprestador de último recurso.

## Na ficção
Em outubro de 1912, Owen Johnson iniciou um romance em série sobre o pânico na McClure's Magazine, intitulado Sixty-first Second. A McClure's Magazine publicou muitas das obras dos muckrakers e de outros progressistas, e o romance de Johnson espelha muitas das críticas que os progressistas expressaram sobre o pânico e o "truste do dinheiro" em geral. J. P. Morgan surge sob o nome de "Gunther." A cena na Biblioteca Morgan, eficazmente escrita, encontra-se no capítulo XVIII. O romance foi republicado em formato de livro por Frederick A. Stokes em 1913.